# Финале Купа УЕФА 2002.
Финале Купа УЕФА 2002. године било је фудбалско такмичење одиграно 8. маја 2002. године између екипе Фајенорда из Холандије и Борусије Дортмунд из Немачке, на стадиону Фајенорд (Де Кујп) у Ротердаму, који је уједно и домаћи терен холандског тима. Било је то 31. финале Купа УЕФА, као и прво финале које је, од увођења формата са једном утакмицом 1998. године, одиграно на терену једног од финалиста.
Пре овог меча, Фајенорд није освојио ниједан европски трофеј још од 1974. године, када је победио Тотенхем хотспур у финалу Купа УЕФА, четири године након што је постао првак Европе. Борусија Дортмунд, која је већ освојила титулу првака Бундеслиге, надала се да ће постати други немачки клуб, и укупно четврти клуб у историји, који је освојио сва три главна европска клупска трофеја пре 1999. године (Куп шампиона/Лига шампиона, Куп УЕФА и Куп победника купова), након што је већ освојила Куп победника купова 1965/66. и Лигу шампиона 1996/97.
Фајенорд је победио резултатом 3:2, остваривши прву европску титулу за неки холандски клуб након седам година, од тријумфа Ајакса у Лиги шампиона 1995. године. Закључно са 2024. годином, ово је последње европско финале које је освојио један холандски клуб.

## Позадина
Фајенорд и Борусија Дортмунд имали су два најбоља стрелца у Купу УЕФА те сезоне – Пјер ван Хојдонк, који је завршио као најбољи стрелац са осам голова, и Марсио Аморозо, који је постигао укупно пет. Обојица су повећала свој голгетерски учинак у финалу: ван Хојдонк је постигао два гола, а Аморозо један.
Ова утакмица је уједно била и последња у каријери за ветерана Борусије Дортмунд, Јиргена Колера, који се након ње повукао из професионалног фудбала. Међутим, меч није прошао по његовом плану, јер је искључен већ у 31. минуту. Ова два тима су се раније састала два пута у европским такмичењима, и оба пута одиграла нерешено у оквиру Лиге шампиона 1999/2000. Борусија Дортмунд је пред почетак финала добила подстрек вешћу да је Штефан Ројтер прошао касни фитнес тест упркос повреди леђа.

## Пут до финала
И Фајенорд и Борусија Дортмунд започели су своје европске кампање у сезони 2001/02 у Лиги шампиона. Након што су завршили као трећепласирани у својим групама, наставили су такмичење у Купу УЕФА од трећег кола.
| Фајенорд                                             | Фајенорд                                             | Фајенорд                                             | Фајенорд                                             | Коло             | Борусија Дортмунд                                    | Борусија Дортмунд                                    | Борусија Дортмунд                                    | Борусија Дортмунд                                    |
| ---------------------------------------------------- | ---------------------------------------------------- | ---------------------------------------------------- | ---------------------------------------------------- | ---------------- | ---------------------------------------------------- | ---------------------------------------------------- | ---------------------------------------------------- | ---------------------------------------------------- |
| УЕФА Лига шампиона 2001/02.                          |                                                      |                                                      |                                                      |                  |                                                      |                                                      |                                                      |                                                      |
|                                                      |                                                      |                                                      |                                                      | Квалификације    | Противник                                            | Збирни резултат                                      | Прва утакмица                                        | Друга утакмица                                       |
| Трећа рунда квалификација                            | Шахтјор Доњецк                                       | 5–1                                                  | 2–0 (A)                                              | 3–1 (Х)          |                                                      |                                                      |                                                      |                                                      |
| Противник                                            | Резултат                                             | Резултат                                             | Резултат                                             | Прва групна фаза | Противник                                            | Резултат                                             | Резултат                                             | Резултат                                             |
| Спартак Москва                                       | 2–2 (А)                                              | 2–2 (А)                                              | 2–2 (А)                                              | 1. коло          | Динамо Кијев                                         | 2–2 (A)                                              | 2–2 (A)                                              | 2–2 (A)                                              |
| Спарта Праг                                          | 0–4 (А)                                              | 0–4 (А)                                              | 0–4 (А)                                              | 2. коло          | Ливерпул                                             | 0–0 (Х)                                              | 0–0 (Х)                                              | 0–0 (Х)                                              |
| Бајерн Минхен                                        | 2–2 (Х)                                              | 2–2 (Х)                                              | 2–2 (Х)                                              | 3. коло          | Боависта                                             | 1–2 (A)                                              | 1–2 (A)                                              | 1–2 (A)                                              |
| Спарта Праг                                          | 0–2 (Х)                                              | 0–2 (Х)                                              | 0–2 (Х)                                              | 4. коло          | Боависта                                             | 2–1 (Х)                                              | 2–1 (Х)                                              | 2–1 (Х)                                              |
| Бајерн Минхен                                        | 1–3 (А)                                              | 1–3 (А)                                              | 1–3 (А)                                              | 5. коло          | Динамо Кијев                                         | 1–0 (Х)                                              | 1–0 (Х)                                              | 1–0 (Х)                                              |
| Спартак Москва                                       | 2–1 (Х)                                              | 2–1 (Х)                                              | 2–1 (Х)                                              | 6. коло          | Ливерпул                                             | 0–2 (A)                                              | 0–2 (A)                                              | 0–2 (A)                                              |
| Група Х - треће место групне фазе УЕФА Лиге шампиона | Група Х - треће место групне фазе УЕФА Лиге шампиона | Група Х - треће место групне фазе УЕФА Лиге шампиона | Група Х - треће место групне фазе УЕФА Лиге шампиона | Коначан пласман  | Група Б - треће место групне фазе УЕФА Лиге шампиона | Група Б - треће место групне фазе УЕФА Лиге шампиона | Група Б - треће место групне фазе УЕФА Лиге шампиона | Група Б - треће место групне фазе УЕФА Лиге шампиона |
| Куп УЕФА 2001/02.                                    |                                                      |                                                      |                                                      |                  |                                                      |                                                      |                                                      |                                                      |
| Противник                                            | Збирни резултат                                      | Прва утакмица                                        | Друга утакмица                                       |                  | Противник                                            | Збирни резултат                                      | Прва утакмица                                        | Друга утакмица                                       |
| Фрајбург                                             | 3–2                                                  | 1–0 (Х)                                              | 2–2 (A)                                              | Трећа рунда      | Копенхаген                                           | 2–0                                                  | 1–0 (A)                                              | 1–0 (Х)                                              |
| Рејнџерс                                             | 4–3                                                  | 1–1 (A)                                              | 3–2 (Х)                                              | Четврти круг     | Лил                                                  | 1–1                                                  | 1–1 (A)                                              | 0–0 (Х)                                              |
| ПСВ Ајндховен                                        | 2–2                                                  | 1–1 (A)                                              | 1–1 (Х)                                              | Четвртфинале     | Слован Либерец                                       | 4–0                                                  | 0–0 (A)                                              | 4–0 (Х)                                              |
| Интер Милано                                         | 3–2                                                  | 1–0 (A)                                              | 2–2 (Х)                                              | Полуфинале       | Милан                                                | 5–3                                                  | 4–0 (Х)                                              | 1–3 (A)                                              |

### Борусија Дортмунд
Борусија Дортмунд започела је сезону у трећем квалификационом колу Лиге шампиона, савладавши Шахтјор Доњецк укупним резултатом 5:1 у два меча. У групној фази, клубу је била потребна победа у последњем колу против Ливерпула како би прошао у другу групну фазу, али су поражени са 2:0 и елиминисани су из Групе Б због слабије гол-разлике, иако су имали исти број бодова као Боависта.
У трећем колу Купа УЕФА, Дортмунд је добио Копенхаген из Данске. У првој утакмици у гостима, победили су 1:0 голом Хајка Херлиха у судијској надокнади. Исти резултат био је и у реваншу, где је Јан-Дерек Соренсен постигао гол у 89. минуту, чиме је Борусија прошла у четврто коло.
У четвртом колу, противник је била француска екипа Лил, која је такође дошла из Лиге шампиона као трећепласирана у својој групи. Први меч је одигран у Француској и завршен резултатом 1:1, што је Борусији донело вредан гол у гостима. Евертон је довео Дортмунд у вођство у 67. минуту након одбитка, али је пет минута касније Салахедин Басир изједначио резултат. У реваншу, одиграном на киши у Дортмунду, није било голова, па је немачки тим прошао даље захваљујући голу у гостима.
У четвртфиналу, Дортмунд се састао са чешким Слован Либерецом. Први меч у Прагу завршен је без голова, што је био први пут да Либерец није победио на домаћем терену у том такмичењу. У реваншу, Борусија је убедљиво славила 4:0 головима Амороса (51'), Колера (57'), Рикена (70') и Евертона (89').
У полуфиналу, Дортмунд је имао тежак задатак против Милана, петоструког европског шампиона. Ипак, у првом мечу су тријумфовали 4:0, захваљујући хет-трику Марсија Амороса и голу Јерга Хајнриха у 63. минуту. Тренер Милана, Карло Анчелоти, изјавио је после утакмице: „Знали смо да имају брзе нападаче. Више сам изненађен ужасном утакмицом нашег тима.“ У реваншу, Милан је повео са 2:0 преко Филипа Инцагија и Космина Контре у првих 18 минута. Трећи гол стигао је тек у надокнади, када је Сержињо реализовао пенал досуђен након што је Инцаги оборен. Милану је био потребан још један гол за продужетке, али је у 94. минуту Ларс Рикен постигао гол за Дортмунд и одвео тим у прво европско финале после освајања Лиге шампиона 1997. године.

### Фајенорд
Фајенорд се директно квалификовао у прву групну фазу Лиге шампиона након што је завршио као други у Ередивизији. Међутим, елиминисан је већ у тој фази такмичења, пошто је остварио само једну победу и завршио са шест бодова заостатка за Спартом из Прага. Након тога, жребом је упарен са немачким клубом Фрајбургом у трећем колу Купа УЕФА. У првој утакмици, Фајенорд је победио резултатом 1:0, захваљујући касном голу Шинџија Она. У реваншу је резултат био 2:2, иако је Фрајбург водио са 2:0 до 49. минута, головима Себастијана Кела и Левана Кобијашвилија. Ипак, Пјер ван Хојдонк је смањио на 2:1 у 57. минуту, а тај резултат, 2:2 укупно, био је довољан да Фајенорд прође даље захваљујући голу у гостима. Пласман у четврто коло је осигуран када је Леонардо постигао погодак у 86. минуту.
У четвртом колу, Фајенорд се састао са ФК Рејнџерс из Шкотске. Први меч, одигран у Глазгову, завршен је резултатом 1:1. Оно је довео Фајенорд у вођство у 72. минуту, али су домаћини изједначили са беле тачке након што је Петер Левенкрандс оборен, а Бери Фергусон реализовао пенал. У реваншу у Ротердаму, Фајенорд је победио 3:2, у мечу обележеном искључењем по једног играча са обе стране, Патрика Паувеа (Фајенорд) и Нила Меккена (Рејнџерс).
Фајенорд се у четвртфиналу нашао у пару са домаћим ривалом, ПСВ Ајндховеном, а пласман у полуфинале обезбедио је након извођења пенала, резултатом 5:4. Прва утакмица, одиграна у Ротердаму, завршена је нерешено 1:1. Фајенорд је повео у надокнади првог полувремена голом Пјера ван Хојдонка, док је ПСВ изједначио у 47. минуту преко Матеје Кежмана. Друга утакмица, одиграна у Ајндховену, такође је завршена резултатом 1:1. ПСВ је повео у 75. минуту голом ван Бомела са дистанце, али је у последњим секундама утакмице ван Хојдонк, након центаршута Јохана Елмандрера, изједначио и изборио продужетке. У продужетку је ван Бомел добио други жути, односно црвени картон, али је ПСВ успео да сачува мрежу и избори пенале. Сви извођачи били су прецизни до ударца Ђорђија Гахокидзеа, чији је шут одбранио голман Фајенорда. Пето и одлучујуће извођење за Фајенорд реализовао је Пјер ван Хојдонк.
У полуфиналу се Фајенорд сусрео са Интером из Милана, другим клубом из тог града против којег је играо у том издању европског такмичења, након што је претходно елиминисао Милански Борусију. Око 10.000 навијача Фајенорда отпутовало је у Милано, на место славне победе клуба у Купу европских шампиона 1970. године. Фајенорд је прву утакмицу добио резултатом 1:0, захваљујући аутоголу Ивана Кордобе, и тиме стекао важну предност у виду гола у гостима. Реванш у Ротердаму је почео одлично за домаћи тим који је након 34 минута водио 2:0, головима ван Хојдонка и Јона Дала Томасона, чиме је укупан резултат био 3:0 у корист Фајенорда. Иако је Интер у последњим минутима постигао два гола, преко Хавијера Занетија и Мохамеда Калона, то није било довољно. Фајенорд је са укупних 3:2 изборио пласман у финале.

## Утакмица

### Прво полувреме
Уводну шансу имао је Бонавентуре Калу, који је натерао Јенса Лемана на интервенцију. Десет минута касније, Шинџи Оно је покушао да искористи то што је голман био ван линије, али је лопта отишла поред гола. То је пробудило Борусију, али је напад прекинут интервенцијом Патрика Паувеа, који је спречио Јана Колера да шутира. У 15. минуту, Аморозо је пронашао Томаша Росицког, који је шутирао директно у голмана Едвина Зутебијера. Четири минута касније, Пјер ван Хојдонк је умало затресао мрежу из слободног ударца, али је лопта погодила стативу. Томаш Жонса добио је жути картон у 23. минуту због приговора, а након слободног ударца који је уследио, Еванилсон је био близу гола, али је шутирао преко пречке.
Резултат је отворен у 31. минуту: Јирген Колер је срушио Јона Дала Томасона у шеснаестерцу Борусије, због чега је добио директан црвени картон. Ван Хојдонк је сигуран извођач пенала и постиже гол. У 38. минуту, исти играч повећава предност Фајенорда на 2:0 мајсторским голом из слободног ударца са ивице казненог простора, његов осми погодак у том европском такмичењу.

### Друго полувреме
Борусија Дортмунд добија прилику да се врати у утакмицу у 47. минуту када је Аморозо оборен у шеснаестерцу. Пауве добија жути картон, а Аморозо изводи пенал и смањује на 2:1. Два минута касније, Аморозо добија жути картон због симулирања другог прекршаја. У 50. минуту, Томасон, који је наступао у свом последњем мечу за Фајенорд пре одласка у Милан, бежи одбрани након додавања Шинџија Она и постиже гол за 3:1. У 58. минуту, Јан Колер враћа наду Борусији прецизним волеј ударцем са 25 метара, након слабе реакције одбране Фајенорда.
У завршници меча, Борусија преузима иницијативу и константно напада, док се Фајенорд повлачи и брани резултат. У покушају да дође до изједначења, Борусија уводи Јорга Хајнриха и Ота Ада, али безуспешно. Упркос великом притиску у завршници, Фајенорд одржава резултат 3:2 и осваја трофеј, чиме наставља свој низ без пораза у европским финалима.

### Детаљи
| ФК Фајенорд                                                | 3–2      | ФК Борусија Дортмунд                         |
| ---------------------------------------------------------- | -------- | -------------------------------------------- |
| - Пјер ван Хоојдонк 33’ (пенал), 40’ - Јон Дал Томасон 50’ | Извештај | - Марсио Аморозо 47’ (пенал) - Јан Колер 58’ |

| Фајенорд | Борусија Дортмунд |

| GK               | 1  | Едвин Зутебијер          |     |     |
| RB               | 2  | Кристијан Ђан            |     |     |
| CB               | 8  | Кес ван Вондерен         |     |     |
| CB               | 17 | Патрик Пауве             | 46’ |     |
| LB               | 3  | Томаш Жонса              | 23’ |     |
| RM               | 7  | Бонавентур Калу          |     | 76’ |
| CM               | 6  | Пол Босвелт              |     |     |
| CM               | 14 | Шинџи Оно                |     | 85’ |
| LM               | 32 | Робин ван Перси          | 63’ | 63’ |
| CF               | 10 | Јон Дал Томасон          |     |     |
| CF               | 9  | Пјер ван Хојдонк         |     |     |
| Замене:          |    |                          |     |     |
| GK               | 30 | Хенк Тимер               |     |     |
| DF               | 4  | Маурисио Арос            |     |     |
| DF               | 20 | Фери де Хан              | 85’ | 85’ |
| DF               | 26 | Питер Колен              |     |     |
| FW               | 11 | Леонардо Витор Сантијаго |     | 63’ |
| FW               | 15 | Јохан Елмандер           |     | 76’ |
| FW               | 18 | Игор Корнејев            |     |     |
| Тренер:          |    |                          |     |     |
| Берт ван Марвајк |    |                          |     |     |

| GK            | 1  | Јенс Леман                  |     |     |
| RB            | 3  | Еванилсон Апаресидо Фереира |     |     |
| CB            | 2  | Кристијан Ворнс             |     |     |
| CB            | 5  | Јирген Колер                | 31’ |     |
| LB            | 17 | Деде                        | 52’ |     |
| RM            | 18 | Ларс Рикен                  |     | 70’ |
| CM            | 7  | Штефан Ројтер               |     |     |
| CM            | 10 | Томаш Росицки               | 66’ |     |
| LM            | 12 | Евертон Енрики де Соуса     |     | 61’ |
| CF            | 8  | Јан Колер                   |     |     |
| CF            | 22 | Марсио Аморозо              | 49’ |     |
| Замене:       |    |                             |     |     |
| GK            | 20 | Филип Лаукс                 |     |     |
| DF            | 6  | Јорг Хајнрих                |     | 70’ |
| DF            | 23 | Ахмед Реда Мадуни           |     |     |
| MF            | 4  | Мирослав Стевић             |     |     |
| MF            | 15 | Санди Олисех                |     |     |
| MF            | 19 | Ото Адо                     |     | 61’ |
| FW            | 29 | Јан-Дерек Серенсен          |     |     |
| Тренер:       |    |                             |     |     |
| Матијас Замер |    |                             |     |     |

## После утакмице
Након завршетка меча, у Ротердаму је уследило велико славље, како на стадиону Де Кајп, тако и ван њега, не само због освајања трофеја, већ и због снажног емотивног набоја који је пратио финале. Само два дана пре утакмице, убијен је ротердамски политичар Пим Фортајн, што је дубоко потресло јавност. Многи навијачи Фајенорда били су под снажним емоцијама и пре и након финала.
Због тога, и из поштовања према трагичном догађају, званично славље са навијачима на тргу Кулсингел није одржано. Током похода Фајенорда ка трофеју, популарна песма „Put Your Hands Up“ групе Black & White Brothers добила је пародијску верзију под називом „Put Your Hands Up for Pi-Air“, као омаж Пјеру ван Хојдонку.